# 手錠無用
「手錠無用」は、1969年4月5日に大映系で公開された田中徳三監督、主演勝新太郎の時代劇映画。カラー・シネマスコープ・89分

## スタッフ
- 監督：田中徳三
- 原作：樫原一郎
- 脚色：池田一朗
- 企画：辻久一
- 撮影：牧浦地志
- 音楽：小杉太一郎
- 美術：内藤昭
- 編集：山田弘
- 録音：大角正夫
- スチール：大谷栄一
- 照明：古谷賢次

## 配役
- 香車弾五郎：勝新太郎
- 山本勘介：藤田まこと
- 若林悦子：藤村志保
- 長谷川久美子：佐藤友美
- 原田弓子：長谷川待子
- 生首政：守田学
- 伝書鳩：榊原大介
- ジョニー：北野拓也
- 田代信二：諸口旭
- 林：堀北幸夫
- 古御精四郎：黒木現
- 呑み屋の親爺：西川ヒノデ
- 呑み屋のかみさん：西川サクラ
- ユキ：渚まゆみ
- マリ子：吉田日出子
- アパッチ：大川修
- 花村一平：清水彰
- ワッパの松：財津一郎
- 野本保夫：北城寿太郎
- 金山行成：山本麟一
- 神宮寺謙介：木村元
- 権田原哲夫：成田三樹夫

## 併映作品
- 『殺し屋をバラせ』